# Lissia
Lissia is een Afrotropisch geslacht van vlinders van de familie van de dikkopjes (Hesperiidae), uit de onderfamilie van de Hesperiinae. Dit geslacht is voor het eerst wetenschappelijk beschreven door Nick Grishin in een publicatie uit 2019.

## Soorten
- Lissia lissa (Evans, 1937)
- Lissia luehderi (Plötz, 1879)